# Телицино (Псковская область)
Телицино — деревня в Гдовском районе Псковской области России. Входит в состав Полновской волости Гдовского района.
Расположена в 15 км к северо-востоку от волостного центра села Ямм, на берегах реки Крапивенка (притока Желчи).

## Население
Численность населения деревни на 2000 год составляла 8 человек, на 2002 год — 10 человек.
2019 год -0 человек , деревня вымерла.